# Keskipohjanmaa
Keskipohjanmaa est un journal indépendant paraissant chaque jour à Kokkola et en  Ostrobotnie-Centrale. Il a été fondé en 1917.
Sa distribution s'élève à 25 126 exemplaires en 2011.